# Liste des sénateurs de Maine-et-Loire
Cette page présente la liste des sénateurs de Maine-et-Loire depuis la Troisième République.

## Ve République

### Mandature 2023-2029
Depuis le 24 septembre 2023
| Sénateur          |  | Parti         | Premier mandat |
| ----------------- |  | ------------- | -------------- |
| Grégory Blanc     |  | DVG           | 2023           |
| Corinne Bourcier  |  | Divers droite | 2023           |
| Emmanuel Capus    |  | HOR           | 2017           |
| Stéphane Piednoir |  | LR            | 2017           |

- 4 sénateurs élus selon un mode de scrutin proportionnel plurinominal pour 6 ans.

### Mandature 2017-2023
Depuis le 24 septembre 2017
| Sénateur          |  | Parti | Premier mandat |
| ----------------- |  | ----- | -------------- |
| Stéphane Piednoir |  | LR    | 2017           |
| Catherine Deroche |  | LR    | 2010           |
| Emmanuel Capus    |  | LR    | 2017           |
| Joël Bigot        |  | PS    | 2017           |

- 4 sénateurs élus selon un mode de scrutin proportionnel plurinominal pour 6 ans.

### Mandature 2011-2017
Depuis le 25 septembre 2011
| Sénateur          |  | Parti | Premier mandat |
| ----------------- |  | ----- | -------------- |
| Christophe Béchu  |  | UMP   | 2011           |
| Catherine Deroche |  | UMP   | 2010           |
| Corinne Bouchoux  |  | EELV  | 2011           |
| Daniel Raoul      |  | PS    | 2001           |

- 4 sénateurs élus selon un mode de scrutin proportionnel plurinominal pour 6 ans.

### Mandature 2001-2011
Depuis le 23 septembre 2001
| Sénateur          |  | Parti | Premier mandat |
| ----------------- |  | ----- | -------------- |
| André Lardeux     |  | RPR   | 2001           |
| Christian Gaudin  |  | UDF   | 2001           |
| Catherine Deroche |  | UMP   | 2010           |
| Daniel Raoul      |  | PS    | 2001           |

- 3 sénateurs élus selon un mode de scrutin proportionnel plurinominal pour 9 ans.
- Catherine Deroche remplace Christian Gaudin en 2010 à la suite de la nomination comme préfet de celui-ci.

### Mandature 1992-2001
Depuis le 27 septembre 1992
| Sénateur         |  | Parti | Premier mandat |
| ---------------- |  | ----- | -------------- |
| Jean-Paul Hugot  |  | RPR   | 1992           |
| Charles Jolibois |  | UDF   | 1983           |
| Jean Huchon      |  | UDF   | 1983           |

- 3 sénateurs élus selon un mode de scrutin proportionnel plurinominal pour 9 ans.

### Mandature 1983-1992
Depuis le 25 septembre 1983
| Sénateur         |  | Parti | Premier mandat |
| ---------------- |  | ----- | -------------- |
| Auguste Chupin   |  | UDF   | 1974           |
| Charles Jolibois |  | UDF   | 1983           |
| Jean Huchon      |  | UDF   | 1983           |

- 3 sénateurs élus selon un mode de scrutin proportionnel plurinominal pour 9 ans.

### Mandature 1974-1983
Depuis le 22 septembre 1974
| Sénateur       |  | Parti | Premier mandat |
| -------------- |  | ----- | -------------- |
| Auguste Chupin |  | UDF   | 1974           |
| Jean Sauvage   |  | UDF   | 1965           |
| Lucien Gautier |  | UDR   | 1965           |

- 3 sénateurs élus selon un mode de scrutin proportionnel plurinominal pour 9 ans.

### Mandature 1965-1974
Depuis le 26 septembre 1965
| Sénateur       |  | Parti   | Premier mandat |
| -------------- |  | ------- | -------------- |
| Fernand Esseul |  | RI      | 1965           |
| Jean Sauvage   |  | UDF     | 1965           |
| Lucien Gautier |  | UNR-UDT | 1965           |

- 3 sénateurs élus selon un mode de scrutin proportionnel plurinominal pour 9 ans.

### Mandature 1959-1965
Depuis le 26 avril 1959
| Sénateur                         |  | Parti | Premier mandat |
| -------------------------------- |  | ----- | -------------- |
| Pierre de Villoutreys de Brignac |  | RI    | 1959           |
| Jean de Geoffre de Chabrignac    |  | UNR   | 1959           |
| Lucien Gautier                   |  | UNR   | 1959           |

- 3 sénateurs élus selon un mode de scrutin proportionnel plurinominal pour 9 ans.

## IVeRépublique

### Mandature 1955-1959
Depuis le 19 juin 1955
| Sénateur                         |  | Parti | Premier mandat |
| -------------------------------- |  | ----- | -------------- |
| Étienne Rabouin                  |  | RPF   | 1948           |
| Pierre de Villoutreys de Brignac |  | RI    | 1948           |
| Jean de Geoffre de Chabrignac    |  | RPF   | 1951           |

- 3 sénateurs élus selon un mode de scrutin majoritaire plurinominal pour 7 ans.

### Mandature 1948-1955
Depuis le 7 novembre 1948
| Sénateur                         |  | Parti | Premier mandat |
| -------------------------------- |  | ----- | -------------- |
| Étienne Rabouin                  |  | RPF   | 1948           |
| Pierre de Villoutreys de Brignac |  | RI    | 1948           |
| Victor Chatenay                  |  | RPF   | 1948           |
| Jean de Geoffre de Chabrignac    |  | RPF   | 1951           |

- 3 sénateurs élus selon un mode de scrutin majoritaire plurinominal pour 7 ans.
- Jean de Geoffre de Chabrignac remplace Victor Chatenay en 1951 à la suite de l'élection comme député de celui-ci.

### Mandature 1946-1948
Depuis le 8 décembre 1946
| Sénateur            |  | Parti | Premier mandat |
| ------------------- |  | ----- | -------------- |
| Jean Ascencio       |  | SFIO  | 1946           |
| Emmanuel Clairefond |  | MRP   | 1946           |

- 2 sénateurs élus selon un mode de scrutin majoritaire plurinominal pour 7 ans.

## IIIeRépublique

### Mandature 1932-1940
Depuis le 16 octobre 1932
| Sénateur                 |  | Parti | Premier mandat |
| ------------------------ |  | ----- | -------------- |
| Louis de Blois           |  | DVD   | 1922           |
| Anatole Manceau          |  | DR    | 1925           |
| Olivier de Rougé         |  | DR    | 1920           |
| Palamède de La Grandière |  | DVD   | 1934           |
| Ferdinand Bougère        |  | DR    | 1932           |
| Georges de Grandmaison   |  | DR    | 1933           |

- 4 sénateurs élus selon un mode de scrutin proportionnel plurinominal pour 9 ans.
- Palamède de La Grandière est élu en 1934 à la suite du décès d'Olivier de Rougé.
- Georges de Grandmaison est élu en 1933 à la suite du décès de Ferdinand Bougère.

- Achille Alexandre Joubert-Bonnaire de 1876 à 1883
- Léon Le Guay de 1876 à 1891
- Henri d'Andigné de 1876 à 1895
- Aimé Blavier de 1884 à 1896
- Jules Merlet de 1891 à 1920
- Georges de Blois de 1895 à 1906
- Armand-Urbain de Maillé de La Tour-Landry de 1896 à 1903
- Guillaume Bodinier de 1897 à 1922
- Dominique Delahaye de 1903 à 1932
- Raoul de La Bourdonnaye de 1906 à 1911
- Fabien Cesbron de 1911 à 1920
- Jules Delahaye de 1920 à 1925
- Olivier de Rougé de 1920 à 1932
- Ferdinand Bougère de 1932 à 1933
- Louis de Blois, de 1922 à 1940
- Anatole Manceau de 1925 à 1940
- Georges Millin de Grandmaison de 1933 à 1940
- Palamède de La Grandière de 1934 à 1940